# Cerro Littoria
El cerro Littoria, o cerro Unión porque es la unión entre los cerros Plomo y Altar, es una gran pared de roca que no es visible desde el valle por estar oculto por el cerro El Plomo.

## Descripción
El cerro Littoria y su vecino, el cerro Fisckenscher podrían considerarse prolongaciones septentrionales del Plomo. Sin embargo, su cara oeste cae verticalmente hacia el valle de los Sulfatos, que lo separa del Altar Falso.

## Historia
Su primera ascensión fue realizada el 3 de abril de 1934, por los italianos Luigi Binaghi y Giusto Gervasutti, quienes entraron por el santuario de la naturaleza Yerba Loca, siguiendo el estero de los Sulfatos y ascendieron la cara Oeste.

### Rutas de ascenso del Littoria
Son cuatro las rutas conocidas de ascenso del Littoria:
1. Ruta Filo Oeste.[2]
2. Ruta Filo Sureste.[3]
3. Ruta Filo Noreste.[4]
4. Ruta Filo Este.[5]

### Ascenso en solitario
El primer ascenso en solitario fue realizado por el chileno José Ambrus el 5 de febrero de 1965.